# Красный Кордон (Костанайская область)
Красный Кордон (каз. Красный Кордон) — село в Алтынсаринском районе Костанайской области Казахстана. Административный центр и единственный населённый пункт сельского округа Красный Кордон. Находится примерно в 23 км к северу от села Убаганское в Аракарагайском сосновом бору. Код КАТО — 393241100.

## Население
В 1999 году население села составляло 1049 человек (498 мужчин и 551 женщина). По данным переписи 2009 года в селе проживало 976 человек (473 мужчины и 503 женщины).